# Municipio de Almond (Carolina del Norte)
El municipio de Almond (en inglés: Almond Township) es un municipio ubicado en el  condado de Stanly en el estado estadounidense de Carolina del Norte. En el año 2010 tenía una población de 3.326 habitantes.

## Geografía
El municipio de Almond se encuentra ubicado en las coordenadas 35°20′33.51″N 80°19′52.22″O / 35.3426417, -80.3311722.